# Tyrlaching
Tyrlaching település Németországban, azon belül Bajorországban. Lakosainak száma 1093 fő (2023. december 31.).

## Népesség
A település népessége az elmúlt években az alábbi módon változott:
| Lakosok száma | 667  | 1227 | 769  | 861  | 933  | 945  | 947  | 972  | 1069 | 1093 |
|               | 1875 | 1950 | 1975 | 1987 | 2012 | 2014 | 2016 | 2017 | 2021 | 2023 |